# Liste d'organisations anarchistes
Ce qui suit est une liste non exhaustive d'organisations anarchistes classée par pays et continents. Les collectifs de média, les lieux (squats, bibliothèques, etc) et les groupes locaux non-notable des différentes fédérations ne sont pas inclus dans cette liste.

## Internationales
| Nom                                                  | Période d'activité                                            | Tendance                                          | Acronyme |
| ---------------------------------------------------- | ------------------------------------------------------------- | ------------------------------------------------- | -------- |
| Alliance internationale de la démocratie socialiste  | 28 octobre 1868-De jure: avril 1869 De facto : Septembre 1871 |                                                   | AIDS     |
| Anarchist Black Cross                                | 1906-présent                                                  | Anti-carcéral                                     | ABC      |
| Anarkismo                                            | 1er mai 2005-présent                                          | Plateformisme Spécifisme                          |          |
| Association internationale des travailleurs          | 22 décembre 1922-présent                                      | Anarcho-syndicalisme                              | AIT      |
| Association continentale américaine des travailleurs | 1929–1936                                                     | Anarcho-syndicalisme                              | ACAT     |
| Black Bridge International                           | 2001-2004                                                     | Anti-organisationnelle                            | BBI      |
| Confédération internationale du travail              | mai 2018-présent                                              | Anarcho-syndicalisme Syndicalisme révolutionnaire | ICL-CIT  |
| Anarcho Punk Federation                              | 1998–?                                                        | Anarcho-punk                                      | APF      |
| Fédération internationale anarcho-communiste,        | 1927-?                                                        | Communisme libertaire                             | FIAC     |
| Internationale anti-autoritaire                      | 1872-1880                                                     |                                                   |          |
| Internationale communiste libertaire                 | juin 1954-1958                                                | Communisme libertaire                             | ICL      |
| Internationale des fédérations anarchistes           | 1968-présent                                                  | Synthésisme anarchiste                            | IFA      |
| International Working People's Association           | 1881-1887                                                     |                                                   | IWPA     |
| Solidarité internationale libertaire                 | avril 2001-2005                                               | Communisme libertaire Anarcho-syndicalisme        | SIL      |
| Solidarité internationale antifasciste               | 27 mai 1937–?                                                 |                                                   | SIA      |
| Union internationale des anarchistes                 | 21 novembre 2011-présent                                      | Communisme libertaire                             | IUA      |

## Organisations anarchistes africaine
- Awareness League (1989–1999) (Nigeria)[3]
- Black Flag[4]
- Fédération Libertaire d'Afrique du Nord (défunt)
- Fédération des Libertaires Socialistes (défunt)
- Kenyan anarchist literature project (défunt)
- Mouvement socialiste libertaire (23 mai 2011–Présent) (Égypte) actif[5]
- Mouvement libertaire nord-africain (défunt)

### Afrique du Sud
| Nom                                              | Période d'activité | Affiliation international | Tendance      |
| ------------------------------------------------ | ------------------ | ------------------------- | ------------- |
| Anarchist Revolutionary Movement                 | 1993-1995          |                           |               |
| Chapitre sud-africain de l'Anarchist Black Cross | 2002-2007          | ABC                       | anti-carcéral |
| Workers' Solidarity Federation                   | 1995-1999          |                           |               |
| Zabalaza Anarchist Communist Federation          | 1er mai 2003-2007  | Anarkismo SIL             | Plateformisme |
| Zabalaza Anarchist Communist Front               | 2007-présent       | Anarkismo                 | Plateformisme |

### Algérie
- Cercle d'études sociales (défunt)
- Fédération Anarchiste Algérienne (défunt)
- Groupe anarchiste de Boufarik (défunt)
- Groupe de propagande libertaire (défunt)
- Le Tocsin (défunt)
- Les Précurseurs (1905-1907)
- Mouvement libertaire nord africain (défunt)
- Réveil abstentionniste (défunt)

## Organisations anarchistes d'Amérique du Nord
| Nom                                                 | Période d'activité | Lieu               | Tendance              |
| --------------------------------------------------- | ------------------ | ------------------ | --------------------- |
| Fédération communiste anarchiste d'Amérique du Nord |                    | Amérique du Nord   | Communisme libertaire |
| Fédération des communistes libertaires du Nord-Est  | Avril 2000-2011    | États-Unis Canada  | Plateformisme         |
| Love and Rage Revolutionary Anarchist Federation    | 1993–1998          | États-Unis Mexique |                       |
| Union des Travailleurs Russes (en)                  | 1908-1919          | États-Unis Canada  | Anarcho-syndicalisme  |

### Canada
| Nom                            | Période d'activité | Lieu                         | Affiliation                      | Tendance              |
| ------------------------------ | ------------------ | ---------------------------- | -------------------------------- | --------------------- |
| The Salish Sea Anarcha Network | Années 2020        | Grand Vancouver              | Indépendant                      | Anarcho-syndicalisme  |
| Common Cause                   | 2007-2016          | Ontario                      | Anarkismo                        | Communisme libertaire |
| Direct Action                  | 1981–1983          | Colombie-Britannique Toronto | Indépendant                      |                       |
| Prairie Struggle               | 2011-2014          | Prairies canadiennes         | Anarkismo                        | Plateformisme         |
| Regina ACF Toronto ACF         | défunte            | Regina Toronto               | Fédération communiste libertaire | Communisme libertaire |
| Totally Eclipsed               | défunte            | Jordon Station, Ontario      | Fédération communiste libertaire | Communisme libertaire |

### États-Unis
| Nom                                                | Période d'activité   | Affiliation                 | Tendance                                        |
| -------------------------------------------------- | -------------------- | --------------------------- | ----------------------------------------------- |
| Alliance solidaire des travailleurs                | 1984-présent         | AIT                         | Anarcho-syndicalisme                            |
| Anarchist Black Cross Federation                   | 1995-présent         | ABC                         | Anti-carcéral                                   |
| Anarchist People of Color                          | 2003-présent         | Indépendant                 | Anarchisme noir                                 |
| Bash Back!                                         | 2007-2011            | Indépendant                 | Anarchisme queer Anarchisme insurrectionnaliste |
| Fédération anarchiste de la Rose noire (en)        | 2013-présent         | Anarkismo                   | Communisme libertaire                           |
| Buffalo Class Action                               |                      | Anarkismo                   | Communisme libertaire                           |
| Capital Terminus Collective (en) (Atlanta)         | 2005-2008            | NÉFAC                       | Communisme libertaire                           |
| CrimethInc (en)                                    | 1998-Présent         | Indépendant                 | Post-left anarchy (en)                          |
| Common Struggle                                    | 2011-2013            |                             | Communisme libertaire                           |
| Réseau d'action directe (en)                       | 1999-février 2002    | CDAN                        |                                                 |
| Diggers (San Francisco)                            | 1966-1969            |                             |                                                 |
| Fédération anarchiste du Nord-Ouest                |                      | Indépendant                 | Communisme libertaire                           |
| Four Star Anarchist Organization                   |                      | Anarkismo                   | Communisme libertaire                           |
| Four Thieves Vinegar Collective (en)               | 2015-Présent         | Indépendant                 |                                                 |
| Green Mountain Anarchist Collective (en)           | 2000-2009            | NÉFAC                       | Communisme libertaire                           |
| It's Going Down (en)                               | 2015-Présent         |                             |                                                 |
| Groupe d'organisation de Pittsburgh (en)           | 2002-19 juillet 2011 | Northeast Anarchist Network |                                                 |
| Humboldt Grassroots                                |                      | Anarkismo                   | Communisme libertaire                           |
| No Conscription League (en)                        |                      | Indépendant                 |                                                 |
| Revolutionary Anarchist Bowling League (Minnesota) | 1987-1991            |                             |                                                 |
| Portland Anarchist Road Care (en)                  | 2017-présent         | Indépendant                 |                                                 |
| Red and Anarchist Action Network                   |                      | Indépendant                 | Communisme libertaire                           |
| Right to Existence Group (en)                      | 1890-14 février 1920 | Indépendant                 | Anarcho-syndicalisme                            |
| Social Revolutionary Anarchist Federation          | Années 1970          | Indépendant                 |                                                 |
| Riseup                                             | 1999-Présent         |                             |                                                 |

#### New York
| Nom                                              | Période d'activité | Tendance               |
| ------------------------------------------------ | ------------------ | ---------------------- |
| Cercle Bresci                                    |                    |                        |
| Cercle de lecture libertaire                     | 1945-?             |                        |
| Club social révolutionnaire de New York (en)     | 1880-?             |                        |
| Curious George Brigade (en)                      | 2001-Présent       | Post-left anarchy (en) |
| Institut d'études anarchistes (en)               | 1996-présent       |                        |
| La Ligue libertaire                              | 1954-1965          | Anarcho-syndicalisme   |
| Metropolitan Anarchist Coordinating Council (en) | ?-présent          |                        |
| Pionniers de la liberté (en)                     | 9 octobre 1886-?   |                        |
| Up Against the Wall Motherfuckers                | 1966-?             |                        |
| Vanguard group (en)                              | 1932-1939          | Communisme libertaire  |

### Mexique
| Nom                                                                 | Période d'activité     | Affiliation | Tendance                                         |
| ------------------------------------------------------------------- | ---------------------- | ----------- | ------------------------------------------------ |
| Asociación Mexicana del Trabajo                                     | défuntes               |             |                                                  |
| Casa del Obrero Mundial (en)                                        | 22 septembre 1912-?    | AIT         | Anarcho-syndicalisme                             |
| Confederación de Grupos del Ejército Liberal (es)                   | 1906-1913              | Indépendant | Magonism (en)                                    |
| Comando Feminista Informal de Acción Antiautoritaria (es)           | Août 2014-août 2017    | Indépendant | Anarcha-féminisme Anarchisme insurrectionnaliste |
| Células Autónomas de Revolución Inmediata Práxedis G. Guerrero (es) | 2009-2014              | Indépendant | Anarchisme insurrectionnaliste                   |
| Célula Mariano Sánchez Añón (es)                                    | 2010-2014              | Indépendant | Anarchisme individualiste                        |
| Fédération anarchiste mexicaine (es)                                | 1941-?                 |             |                                                  |
| Individualistas Tendiendo a lo Salvaje (es)                         | 2011-présent           | Indépendant |                                                  |
| Parti libéral mexicain                                              | 28 septembre 1905-1918 |             | Magonism (en)                                    |

## Organisations anarchistes d'Amérique latine et Caraïbes
| Nom                                                         | Période d'activité | Lieu                       | Affiliation  | Tendance             |
| ----------------------------------------------------------- | ------------------ | -------------------------- | ------------ | -------------------- |
| Association continentale américaine des travailleurs (ACAT) | 1929-1934          | Amérique latine            | AIT          | Anarcho-syndicalisme |
| Centre régional des travailleurs du Paraguay (en)           | 6 août 1916-1934   | Paraguay                   | ACAT         | Anarcho-syndicalisme |
| Convergencia Juvenil Clasista “Hijos del Pueblo”            |                    | Équateur                   |              |                      |
| Coordination Anarchiste d’Amérique Latine (CALA)            |                    | Amérique latine            | Indépendante | Especifismo          |
| Fédération anarchiste d'Amérique centrale et des Caraïbes   | 2015-Présent       | Amérique centrale Caraïbes | Indépendante | Toutes tendances     |
| Fédération ouvrière régionale paraguayenne                  | 1906-1915          | Paraguay                   | Indépendante | Anarcho-syndicalisme |
| Kisqueya libertaria                                         |                    | République dominicaine     |              |                      |
| Libertarian Resistance Organization                         |                    | Costa Rica                 |              |                      |
| Movimiento Anarquista Salvadoreño                           |                    | Salvador                   |              |                      |

### Argentine
| Nom                                                                        | Période d'activité   | Affiliation                                          | Tendance                                                                  |
| -------------------------------------------------------------------------- | -------------------- | ---------------------------------------------------- | ------------------------------------------------------------------------- |
| Cellules révolutionnaires (es)                                             | 2009-2010            | Indépendante                                         | Anarchisme insurrectionnaliste                                            |
| Cercle socialiste international (en),                                      | 1879-1901            | Indépendant                                          |                                                                           |
| Fédération anarchiste de Rosario (es)                                      | 2015-Présent         | CALA                                                 | Especifismo                                                               |
| Fédération anarcho-communiste d'Argentine (es)                             | 2010-2012            |                                                      | Especifismo                                                               |
| Fédération des organisations de base (es)                                  | 2006-Présent         | Indépendante                                         |                                                                           |
| Federación Libertaria Argentina                                            | Octobre 1935-Présent | IFA                                                  | Synthésisme anarchiste Communisme libertaire(1935-1955)                   |
| Fédération ouvrière régionale argentine                                    | 1901-Présent         | ICL-CIT(2018-Présent) AIT(1922-2016) ACAT(1929-1934) | Anarchisme globaliste                                                     |
| Les Amis de la Terre (en)                                                  | 2011–2014            | Indépendant                                          | Anarchisme insurrectionnaliste                                            |
| Organización Anarquista de Córdoba                                         | actif                | CALA                                                 | Especifismo                                                               |
| Organisation socialiste libertaire                                         | 1996–2009            | SIL                                                  | Socialiste libertaire                                                     |
| Red Libertaria de Buenos Aires (es)                                        | 2002–2011            |                                                      | Especifismo                                                               |
| Résistance libertaire (es)                                                 | 1974-1978            |                                                      | Anarchisme insurrectionnaliste Communisme libertaire Anarcho-syndicalisme |
| Sociedad Cosmopolita de Resistencia y Colocación de Obreros Panaderos (en) | 4 août 1887–Présent  | Indépendant                                          |                                                                           |
| Vandalika Teodoro Suárez Gang (en)                                         | 2010–2011            | Indépendant                                          | Anarchisme insurrectionnaliste Anarchisme individualiste                  |

### Brésil
| Nom                                          | Période d'activité       | Affiliation    | Tendance                                    |
| -------------------------------------------- | ------------------------ | -------------- | ------------------------------------------- |
| Confédération ouvrière brésilienne           | 1908-1915 1986-Présent   | AIT            | Anarcho-syndicalisme                        |
| Coordination anarchiste brésilienne(CAB),    | 2012-Présent             | Anarkismo CALA | Especifismo                                 |
| Federação Anarquista Gaúcha (pt)             | 18 novembre 1995-Présent | CAB            | Especifismo                                 |
| Fédération anarchiste de Rio de Janeiro      | 2003-Présent             | CAB            | Especifismo                                 |
| Liga Anarquista de Rio de Janeiro            | actif                    |                |                                             |
| Movimento Insurgente Anarquista (pt)         | 2015                     | Indépendant    | Anarchisme insurrectionnaliste              |
| Organização Anarquista Socialismo Libertário | actif                    |                |                                             |
| Sociedade Secreta Silvestre (pt)             | 2011-présent             | Indépendant    | Anarchisme insurrectionnaliste Écocentrisme |
| União Popular Anarquista                     | 2003–Présent             |                |                                             |

### Bolivie
| Nom                                                         | Période d'activité        | Lieu              | Affiliation  | Tendance                                                 |
| ----------------------------------------------------------- | ------------------------- | ----------------- | ------------ | -------------------------------------------------------- |
| Acción Anarquista Quepus                                    |                           | Sucre             |              |                                                          |
| Cellule anarchiste pour une solidarité révolutionnaire (es) | 2012                      | La Paz            | Indépendante | Anarchisme insurrectionnaliste Anarchisme individualiste |
| Combate                                                     |                           | La Paz et El Alto |              |                                                          |
| Colectivo Libertario Gritos                                 |                           | Tarija            |              |                                                          |
| Fédération des travailleurs locaux (es)                     | 1926-années 50            | Nationales        | ACAT         | Anarcho-syndicalisme                                     |
| Fédération des travailleuses (es)                           | 1927-1964                 | Nationales        | FOL (es)     | Anarcho-syndicalisme                                     |
| Grupo de Apoyo a los Movimientos Sociale                    |                           | Cochabamba        |              |                                                          |
| Mujeres Creando                                             | 1992-Présent              |                   |              | Féministe libertaire                                     |
| Organización Anarquista por la Revolución Social            | 28 septembre 2008-Présent |                   |              | Communisme libertaire                                    |
| Sindicato_de_Culinarias (es)                                | 15 août 1935-1958         | Nationales        | FOF (es)     | Anarcho-syndicalisme                                     |
| Quilombo Libertario e Infrarrojo                            |                           | Santa Cruz        |              |                                                          |

### Chili
| Nom                                                   | Période d'activité       | Affiliation international                                                  | Tendance                                                                 |
| ----------------------------------------------------- | ------------------------ | -------------------------------------------------------------------------- | ------------------------------------------------------------------------ |
| Iconoclastic Caravans for Free Will (en)              | 2009-2012                | Indépendante                                                               | Antipatriotisme Anarchisme insurrectionnaliste Anarchisme individualiste |
| Jean Marc Rouillan Armed and Heartless Columns (en)   | 2008-2012                | Indépendante                                                               | Communisme libertaire                                                    |
| Confédération général du travail (es)                 | 1931-1946                | Indépendant                                                                | Anarcho-syndicalisme                                                     |
| Banda Dinamitera Efraín Plaza Olmedo (en)             | 4 novembre 2009-2013     | Indépendant                                                                |                                                                          |
| Fédération anarchiste de Santiago                     | 2019-présent             | CALA                                                                       | Especifismo                                                              |
| Fédération Ouvrière Régionale Chilienne (FORCH)       | 1913-1917                | Indépendante                                                               | Anarcho-syndicalisme                                                     |
| Fédération ouvrière de Magallanes                     | 11 juin 1911-années 1920 | Indépendante                                                               | Anarcho-syndicalisme                                                     |
| Front des étudiants libertaires                       | 23 novembre 2002-présent | Indépendant                                                                | Communisme libertaire                                                    |
| Front révolutionnaire anarchiste (en)                 | 2007-2009                | Indépendant                                                                | Communisme libertaire                                                    |
| Leon Czolgosz Autonomous and Destructive Forces (en)  | 18 Janvier 2006–Mai 2009 | Indépendante                                                               | Antipatriotisme Anarchisme insurrectionnaliste Anarchisme individualiste |
| Libertarian Left (Chile) (en)                         | 2015-présent             | Front large(2017–2019) Approbation dignité(2021) Chile Digno(2020-présent) | Socialiste libertaire                                                    |
| La Alzada                                             | Mars 2013-présent        |                                                                            | Féministe libertaire                                                     |
| Mouvement libertaire du 7 juillet (es)                | 1957-1967                |                                                                            | Anarcho-syndicalisme                                                     |
| Mouvement national unitaire des travailleurs (es)     | 1950–1953                |                                                                            | Anarcho-syndicalisme                                                     |
| Núcleos Antagónicos de la Nueva Guerrilla Urbana (en) | 2011-présent             | Indépendant                                                                | Anarchisme insurrectionnaliste                                           |
| Solidaridad                                           | 2013-2016                |                                                                            | Communisme libertaire                                                    |

### Colombie
- Amigos de la AIT actif
- Grupo Antorcha Libertaria
- Grupo Libertario Vía Libre
- Red Libertaria Popular Mateo Kramer
- Grupo Libertario Vía Libre

### Cuba
- Association Libertaire cubaine (défunte)
- Alianza Obrera (défunte)
- Alianza de Trabajadores (défunte)
- Asociacíon Libertaria de Cuba (défunte)[39]
- Confederación Nacional Obrera Cubana (défunte)
- Confederacíon de Trabajadores de Cuba (défunte)
- Federacíon de Grupos Anarquistas de Cuba (défunte)
- Grupo de Sindicalistas Libertarios (défunt)
- Juventud Libertaria (défunte)
- Mouvement libertaire cubain (1962–présent) actif

### Pérou
- Fédération ouvrière régionale péruvienne[N 15]
- Fédération régionale des ouvriers Indiens[40] (1923)
- Libertarian Coordination (Koordinadora Libertaria)
- Unión Socialista Libertaria

### Uruguay
| Nom                                       | Période d'activité | Affiliation international | Tendance             |
| ----------------------------------------- | ------------------ | ------------------------- | -------------------- |
| Fédération anarchiste uruguayenne         | 1956-Présent       | Anarkismo CALA            | Especifismo          |
| Comunidad del Sur                         | 1955-Présent       | Indépendante              |                      |
| Fédération ouvrière régionale uruguayenne | 1905-1923          | AIT                       | Anarcho-syndicalisme |
| Résistance ouvrière étudiante             | 1968-1973          |                           |                      |
| Union syndicale uruguayenne               | 1923-?             |                           | Anarcho-syndicalisme |

### Venezuela
| Nom                                                | Période d'activité | Lieu | Tendance                          |
| -------------------------------------------------- | ------------------ | ---- | --------------------------------- |
| Federación Anarquista Revolucionaria de Venezuela. | 2011-?             |      | Especifismo Communisme libertaire |
| Commission de Relations Anarchistes                | 1995-Présent       | AIT  |                                   |
| Federación Obrera Regional Venezolana              | 1958-?             | AIT  | Anarcho-syndicalisme              |

## Organisations anarchistes européennes
| Nom                                       | Période d'activité       | Lieu                | Affiliation              | Tendance                                             |
| ----------------------------------------- | ------------------------ | ------------------- | ------------------------ | ---------------------------------------------------- |
| Fédération anarchiste tchécoslovaque (cs) | 1995-Présent             | Tchéquie Slovaquie  | IFA                      |                                                      |
| Fédération des anarchistes organisés (sl) | 2009-Présent             | Slovénie et Croatie | IFA                      |                                                      |
| Initiative anarcho-syndicaliste           | -Présent                 | Serbie              | AIT                      | Anarcho-syndicalisme                                 |
| Libertære Socialister (en)                | 8 novembre 2009-Présent  | Danemark            | Anarkismo                | Socialisme libertaire                                |
| Parti social-vert hongrois (en)           | 22 décembre 1995-Présent | Hongrie             | World Ecological Parties | Écologie libertaire                                  |
| Red and Black Coordination                |                          | Europe              | Indépendant              | Communisme libertaire                                |
| Revolutionary Action (en)                 | 13 février 2005-présent  | Biélorussie         |                          | Anarchisme insurrectionnaliste Communisme libertaire |
| Priama Akcia                              | -présent                 | Slovaquie           | AIT                      | Anarcho-syndicalisme                                 |
| Workers Solidarity Movement (en)          | 1984-Présent             | Irlande             |                          | Plateformisme                                        |

### Allemagne
| Nom                                                     | Période d'activité       | Affiliation | Tendance                                            |
| ------------------------------------------------------- | ------------------------ | ----------- | --------------------------------------------------- |
| Fédération des anarchistes communistes d'Allemagne (de) | 1919-1933                | Aucune      | Communisme libertaire                               |
| Fédération des socialistes libertaires (de)             | 1947-1970                | AIT         | Anarcho-syndicalisme                                |
| Fédération des groupes d'action non violente (de)       | 1980-fin des années 90   |             | Pacifisme libertaire                                |
| Fédération des anarchistes germanophones (de)           | 2000-Présent             | IFA         |                                                     |
| Guilde des Bibliophiles Libertaires (de)                | 1929-1933                |             | Anarcho-syndicalisme                                |
| Initiative pour une fédération anarchiste en Allemagne  | 1989-2000                | IFA         |                                                     |
| Jeunes anarchistes-syndicalistes d'Allemagne            | 1921-1933                | Indépendant | Anarcho-syndicalisme                                |
| Jeunesse anarcho-syndicaliste (de)                      | 1945-Présent             |             | Anarcho-syndicalisme                                |
| La Plateforme                                           | 2019-Présent             | Aucune      | Plateformisme                                       |
| Mouvement du 2 Juin                                     | Janvier 1972-2 juin 1980 | Indépendant |                                                     |
| Bandes noires                                           | 1929-1933                | FAUD        | Anarcho-syndicalisme Anarchisme insurrectionnaliste |
| Union féminine syndicaliste (de)                        | 1921-?                   | FAUD        | Anarcho-syndicalisme                                |
| Union libre des travailleurs d'Allemagne                | 1919-1933                | AIT         | Anarcho-syndicalisme                                |
| Union Libre des Travailleurs                            | 1977-Présent             | ICL-CIT     | Anarcho-syndicalisme                                |

### Belgique
| Nom                                             | Période d'activité        | Tendance                                          |
| ----------------------------------------------- | ------------------------- | ------------------------------------------------- |
| Action commune libertaire                       | 2 novembre 1952-1954      | Toutes tendances                                  |
| Alliance ouvrière anarchiste                    | 1956-?                    |                                                   |
| Alternative libertaire Bruxelles                | 1991-2019                 | Communisme libertaire                             |
| Confédération générale du travail               | 28 janvier 1906-1908      | Anarcho-syndicaliste syndicaliste révolutionnaire |
| Comité international de défense des anarchistes | 1928-?                    |                                                   |
| Fédération amicale des anarchistes              | 1904-?                    | Communisme libertaire                             |
| Fédération communiste anarchiste belge          | 1921-?                    | Communisme libertaire                             |
| Front révolutionnaire d'action prolétarienne    | 1985                      | Anarcho-communisme Anti-impérialiste              |
| Groupe Ici et Maintenant                        | 2004-présent              | Synthésisme anarchiste                            |
| Groupe inconnu anarchiste                       | 1984-1985                 |                                                   |
| Groupe révolutionnaire de Bruxelles             | 1907-1909                 | Individualiste libertaire                         |
| Groupement communiste libertaire                | 25 juillet 1905-août 1907 | Communisme libertaire                             |
| Union communiste libertaire Bruxelles           | 2019-Présent              | Communisme libertaire                             |

### Bulgarie
| Nom                                                  | Période d'activité    | Affiliation international | Tendance              |
| ---------------------------------------------------- | --------------------- | ------------------------- | --------------------- |
| Confédération autonome des travailleurs (en)         | 2019–présent          |                           | Anarcho-syndicalisme  |
| Détachement anarcho-communiste de Koprivshtitsa (bg) | 13 juin 1923-mai 1925 |                           |                       |
| Fédération des anarcho-communistes de Bulgarie (bg)  | 1919–années 1990      |                           | Communisme libertaire |
| Fédération des anarchistes de Bulgarie (bg)          | mai 1990–présent      | IFA                       |                       |
| Fédération de la jeunesse anarchiste                 | 1990-?                |                           |                       |

### Espagne
| Nom                                                               | Période d'activité        | Affiliation               | Tendance                                                         |
| ----------------------------------------------------------------- | ------------------------- | ------------------------- | ---------------------------------------------------------------- |
| Confédération générale du travail                                 | Juin 1984-présent         | FESAL (it) SIL(2001-2005) | Anarcho-syndicalisme                                             |
| Confédération nationale du travail                                | 1910-présent              | AIT Mouvement libertaire  | Anarcho-syndicalisme Communisme libertaire                       |
| Defensa Interior (es)                                             | Septembre 1961-1965       | Mouvement libertaire      | Anti-franquisme                                                  |
| Federación Anarco Skinhead (it)                                   | Fin 2002-?                | Indépendante              | Anarcoskin (it)                                                  |
| Fédération anarchiste ibérique                                    | Juillet 1927-présent      | IFA Mouvement libertaire  | Communisme libertaire                                            |
| Fédération anarchiste de la Grande Canarie (es)                   | 15 mai 2011-présent       | Indépendante              |                                                                  |
| Fédération ibérique des jeunesses libertaires                     | juin 1932-présent         | FJR Mouvement libertaire  |                                                                  |
| Fédération des travailleurs de la région espagnole                | 1881-1888                 | 1ère Internationale       | Collectivistes bakouninistes Communisme libertaire kropotkiniens |
| Fédération des sociétés de résistance de la région espagnole (es) | 1900-1907                 | Indépendante              | Anarcho-syndicalisme                                             |
| Fédération nationale des agriculteurs (es)                        | 1913-1918                 | Indépendante              | Anarcho-syndicalisme                                             |
| Fédération régionale espagnole                                    | 1870-1881                 | 1ère Internationale       | Collectivisme libertaire                                         |
| First of May Group (en)                                           | 1966-1974                 | Indépendant               | Anti-franquisme                                                  |
| Groupes anarchistes coordonnés (es)                               | 2012-2015                 | Indépendant               | Anarchisme insurrectionnaliste                                   |
| Groupe des amis de Durruti                                        | 15 mars 1937-1938         | Indépendant               | Communisme libertaire                                            |
| Los Desheredados (es)                                             | 26 septembre 1882-1885    | Indépendant               | Communisme libertaire                                            |
| Los Justicieros                                                   | Août 1920-1922            | Indépendant               |                                                                  |
| Milices confédérales                                              | juillet 1936-octobre 1936 |                           | Anarcho-syndicalisme Communisme libertaire                       |
| Mouvement libertaire                                              | juillet 1937-?            | Indépendant               | Anarcho-syndicalisme Communisme libertaire                       |
| Mujeres Libres                                                    | avril 1936-février 1939)  | Indépendant               | Anarcha-féminisme                                                |
| Organisation anarchiste de la région espagnole (es)               | 1888-1889                 | Indépendant               |                                                                  |
| Solidaridad Obrera                                                | 1990-présent              | Indépendant               | Anarcho-syndicalisme                                             |
| Pacto de Unión y Solidaridad (es)                                 | 1888-1896                 | Indépendant               | Toutes tendances                                                 |

#### Catalogne
| Nom                                                  | Période d'activité    | Affiliation    | Tendance                |
| ---------------------------------------------------- | --------------------- | -------------- | ----------------------- |
| Confédération régionale du travail de Catalogne (ca) | 1910-?                | CNT            | Anarcho-syndicalisme    |
| Confédération générale du travail de Catalogne (ca)  |                       | CGT            | Anarcho-syndicalisme    |
| Fédération des travailleurs d'Igualada (ca)          | 1909-2015             | CNT            | Anarcho-syndicalisme    |
| Jeunesse libertaire de Catalogne (ca)                | 1934-?                | FJR            |                         |
| Los Solidarios                                       | 1922-1924             | Indépendant    | Spécifisme              |
| Negres Tempestes (en)                                | 17 juin 2005-?        | Indépendant    | Anarcho-indépendantisme |
| Nosotros                                             | Mai 1931-juillet 1936 | FAI            | Communisme libertaire   |
| Solidaridad Obrera                                   | 1907-novembre 1910    | Indépendant    | Anarcho-syndicalisme    |
| Sindicat Mercantil de Barcelona de la CNT (es)       | 1918-?                | CNT(1918-1932) | Anarcho-syndicalisme    |

### Estonie
| Nom                                                            | Période d'activité | Tendance                  |
| -------------------------------------------------------------- | ------------------ | ------------------------- |
| Association de la jeunesse anarchiste communiste de Narva (de) | Septembre 1917-?   | Communisme libertaire     |
| Ligue des anarchiste d'Estonie                                 | Années 90          | Individualiste libertaire |

### Finlande
| Nom                                     | Période d'activité  | Affiliation        | Tendance             |
| --------------------------------------- | ------------------- | ------------------ | -------------------- |
| Anarchist Marthas (en)                  | 2007-Présent        |                    |                      |
| Association anarchiste finlandaise (en) | 1986-1999           | AIT                | Anarcho-syndicalisme |
| Groupe A (en)                           | 2006-Présent        | La Plateforme (en) |                      |
| La Plateforme (en)                      | 6 juin 2015-Présent | Indépendant        |                      |

### France

#### Anarcho-syndicalisme
| Nom                                    | Période d'activité           | Affiliation international          | Publication            |
| -------------------------------------- | ---------------------------- | ---------------------------------- | ---------------------- |
| Alliance des syndicalistes anarchistes | 1992-1996                    | Aucune                             | Lettre anarchiste      |
| Comité de Défense Syndicaliste (en)    | 9 Juillet 1922-novembre 1926 | AIT                                |                        |
| CNT-F                                  | 1946-présent                 | Red and Black Coordination ICL-CIT | Le Combat syndicaliste |
| CNT-AIT                                | 1946-présent                 | AIT                                |                        |
| CNT-SO                                 | 2012-présent                 | Aucune                             |                        |
| Union des anarcho-syndicalistes        | 1972-présent                 | Aucune                             | L'Anarcho-syndicaliste |

#### Communisme libertaire
| Nom                                              | Période d'activité          | Affiliation international | Publication                                                                  |
| ------------------------------------------------ | --------------------------- | ------------------------- | ---------------------------------------------------------------------------- |
| Alternative libertaire                           | 1991-10 juin 2019           | Anarkismo SIL             | Alternative libertaire                                                       |
| Coordination des groupes anarchistes             | 2002-10 juin 2019           | Aucune                    | Infos et analyses libertaires (2002-2015) Résistances libertaires(2015-2019) |
| Fédération anarchiste-communiste d'Occitanie     | 1971-1976                   | Aucune                    | Occitania libertaria                                                         |
| Fédération communiste anarchiste                 | 13 novembre 1910-août 1914  | Aucune                    | Publications                                                                 |
| Fédération communiste libertaire                 | 1934-1936                   | Aucune                    |                                                                              |
| Fédération communiste libertaire                 | 1953-1957                   | ICL                       | Le Libertaire                                                                |
| Mouvement communiste libertaire                  | Mai 1969-juillet 1971       | Aucune                    | Guerre de classes                                                            |
| Organisation Combat anarchiste                   | Novembre 1976-Novembre 1979 | Aucune                    | Lutter                                                                       |
| Organisation communiste libertaire "1re manière" | 1971-1976                   | Aucune                    | Guerre de classes (1971-1976) Rupture (1974-1975)                            |
| Organisation communiste libertaire "2e manière"  | 1976-présent                | SIL                       | Courant alternatif(1980-présent)                                             |
| Organisation Pensée Bataille                     | 1950-1953                   | Aucune                    |                                                                              |
| Organisation révolutionnaire anarchiste          | Septembre 1967-Avril 1976   | IFA(1968-1971)            | L'Insurgé (1967-1970) Front libertaire(1970-1976)                            |
| Union communiste libertaire                      | 10 juin 2019-présent        | Anarkismo                 | Alternative libertaire                                                       |
| Union des travailleurs communistes libertaires   | 25-27 mars 1978-1991        | Aucune                    | Tout le pouvoir aux travailleurs (1976-1980) Lutter!(1980-1991)              |

#### Autres
| Nom                                                     | Période d'activité          | Affiliation  | Tendance                                   |
| ------------------------------------------------------- | --------------------------- | ------------ | ------------------------------------------ |
| Alliance communiste-anarchiste                          | 1910-1911                   | Indépendant  | Toutes tendances                           |
| Alliance syndicaliste                                   |                             |              |                                            |
| Association des fédéralistes anarchistes                | 1928-1934                   |              |                                            |
| Bande à Bonnot                                          | 1911-1912                   | Indépendante | Illégalisme Individualisme libertaire      |
| Comité liquidant ou détournant les ordinateurs          | 1980-1983                   | Indépendant  | Courants anti-industriels                  |
| Comité féminin                                          | 31 août 1912-?              | Indépendant  | Anarcha-féminisme                          |
| Confrontation anarchiste                                | 1971-1976                   |              |                                            |
| Fédération anarchiste                                   | 1953-présent                | IFA          | Synthésisme anarchiste                     |
| Groupe libertaire Jules Durand                          | 1962-présent                |              |                                            |
| Groupement d'action et de réflexion anarchosyndicaliste | 2001                        | Indépendant  | Anarcho-syndicalisme Communisme libertaire |
| Intransigeants de Londres et Paris                      | années 1880                 |              | Illégalisme Individualisme libertaire      |
| La Bande noire                                          | 1878-1885                   | Indépendante | Anarchisme Anticléricalisme                |
| La Panthère des Batignolles                             | 1882-défuntes               | Indépendant  | Propagande par le fait                     |
| Ligue antimilitariste                                   | 1902-défuntes               | AIA          | Antimilitarisme                            |
| Ligue des antipatriotes                                 | Août ou septembre 1886-?    |              | Antimilitarisme                            |
| Marge                                                   | 1974-1979                   | Indépendant  | Autonomie désirante                        |
| Offensive libertaire et sociale                         | Été 2003-décembre 2014      | SIL          |                                            |
| Os Cangaceiros                                          | 1985-1992                   | Indépendant  | Banditisme révolutionnaire                 |
| Pédérama                                                | Années 2000                 | Indépendant  |                                            |
| Pieds plats                                             | Années 1880                 | Indépendant  | Illégalisme-Individualisme libertaire      |
| Union anarchiste                                        | 14 et 15 novembre 1920-1939 | Indépendant  |                                            |
| Union des anarchistes                                   | 1979-défuntes               | Indépendant  |                                            |

### Grande-Bretagne
| Nom                                           | Période d'activité | Affiliation international | Tendance                         |
| --------------------------------------------- | ------------------ | ------------------------- | -------------------------------- |
| Association des travailleurs anarchistes (en) | 1975-1984          |                           | Plateformisme                    |
| Anarcho-Feminist Movement                     | 1977-années 80     |                           | Anarcha-féminisme                |
| Class War (en)                                | 1983-présent       |                           |                                  |
| Direct Action                                 |                    | ICL                       | Communisme libertaire            |
| Direct Action Movement (en)                   | Mars 1979-1994     |                           | Anarcho-syndicalisme             |
| Green Anarchist (en)                          | 1984-présent       | Indépendant               | Écologie libertaire              |
| Fédération anarchiste de Grande-Bretagne (en) | Avril 1937-1950    | Indépendante              | Toutes tendances Antimilitarisme |
| Fédération anarchiste                         | Mars 1986-présent  | IFA                       | Communisme libertaire            |
| London Greenpeace (en)                        | 1972-2001          | IRG                       | Écologie libertaire              |
| Queer Mutiny                                  |                    | Indépendant               | Anarchisme queer                 |
| Rose Street Club (en)                         | 1877-1982          |                           |                                  |
| Space Hijackers (en)                          | 1999-2014          |                           |                                  |
| Syndicalist Workers' Federation (en)          | 1950-1979          | AIT                       | Anarcho-syndicalisme             |
| Solidarity Federation                         | 1994-présent       | AIT                       | Anarcho-syndicalisme             |
| The Angry Brigade                             | 1970-1972          | Indépendant               | Communisme libertaire            |
| United Socialist Movement (en)                | juillet 1934-1965  |                           | Communisme libertaire            |

### Grèce
| Nom                                              | Période d'activité            | Affiliation                    | Tendance                                         |
| ------------------------------------------------ | ----------------------------- | ------------------------------ | ------------------------------------------------ |
| Anti-State Justice                               | 2006                          | Indépendant                    | Anarchisme insurrectionnaliste                   |
| Bateliers de Salonique                           | 1898–1903                     | Indépendant                    |                                                  |
| Black Star                                       | Mai 1999–octobre 2002         | Indépendant                    | Anti-impérialiste                                |
| Conspiration des cellules de feu                 | 2008–présent                  | Indépendant                    | Anarchisme individualiste                        |
| Fédération des anarchistes de Grèce occidentale  | 20 avril 2003-?               |                                |                                                  |
| Fédération Anarchiste de Grèce                   |                               |                                | Plateformisme                                    |
| Initiative Anarcho-syndicaliste Rocinante        |                               |                                | Anarcho-syndicalisme                             |
| Lutte révolutionnaire                            | 2003–2017                     | Indépendant                    | Anti-impérialisme                                |
| Mouvement antiautoritaire (el)                   | Décembre 2002–présent         | Aucune                         | Antiautoritarisme                                |
| Noyaux révolutionnaires (en)                     | 1996-2000                     | Aucune                         |                                                  |
| Organisation politique anarchiste (el)           | 2015–présent                  | IFA                            | Synthésisme anarchiste                           |
| Organization for Revolutionary Self-Defense (en) | 25 mai 2014 – 9 novembre 2019 |                                | Anarchisme insurrectionnaliste Post-left anarchy |
| Rouvíkonas                                       | 2013–Présent                  | Fédération Anarchiste de Grèce |                                                  |
| Secte des révolutionnaires (en)                  | 2009-2011                     | Indépendant                    | Individualisme libertaire                        |
| Union syndicaliste libertaire                    | 5 octobre 2003–présent        | ICL-CIT                        | Anarcho-syndicalisme                             |

### Italie
| Nom                                             | Période d'activité                  | Affiliation             | Tendance                    |
| ----------------------------------------------- | ----------------------------------- | ----------------------- | --------------------------- |
| Azione Rivoluzionaria                           | 1977-1981                           | Indépendant             |                             |
| Banda del Matese (en)                           |                                     | Première Internationale | Anarchisme insurrectionnel  |
| Brigades Bruzzi Malatesta                       | 1943-1945                           |                         |                             |
| Circolo anarchico Ponte della Ghisolfa (it)     | 1 mars 1968-?                       |                         |                             |
| Confederazione Italiana di Base Unicobas        | 1990-présent                        | FESAL (it) SIL          | Socialiste libertaire       |
| Fédération anarchiste informelle                | 2003-présent                        | Indépendant             | Anarcho-insurrectionnalisme |
| Fédération anarchiste italienne                 | 1945-présent                        | IFA                     | Synthésisme anarchiste      |
| Fédération anarchiste pisane (it)               | 1945-1982                           |                         |                             |
| Fédération anarchiste sicilienne                | 1997-présent                        | Indépendante            |                             |
| Fédération des communistes anarchistes          | 1986-présent                        | Anarkismo               | Plateformisme               |
| Fédération municipale de base                   | 1992-présent                        |                         |                             |
| Groupes d'initiative anarchistes (it)           | 19 décembre 1965-2011               | Indépendant             |                             |
| Groupes anarchistes fédérés (it)                | 1970-1978                           | Indépendant             |                             |
| Groupes anarchistes d’action prolétarienne (it) | 24 et 25 février 1951-28 avril 1957 | ICL                     | Communisme libertaire       |
| Parti socialiste révolutionnaire anarchiste     | Janvier 1891-1892                   | Indépendant             |                             |
| Unione Sindacale Italiana                       | 1912-présent                        | AIT                     | Anarcho-syndicalisme        |
| Union des anarchistes communistes d'Italie (en) | 1919-1926                           | Indépendant             | Communisme libertaire       |
| USI - CIT (it)                                  | 1983-présent                        | ICL-CIT                 | Anarcho-syndicalisme        |

### Lettonie
| Nom                                                    | Période d'activité      | Tendance              |
| ------------------------------------------------------ | ----------------------- | --------------------- |
| Fédération des groupes communistes anarchistes de Riga |                         | Communisme libertaire |
| Groupe international (Riga) (de)                       |                         | Communisme libertaire |
| Groupe Liesma                                          | Août 1917               | Anarcho-syndicalisme  |
| Organisation des travailleurs libres                   | Fin 1907-septembre 1908 | Anarcho-syndicalisme  |

### Norvège
| Nom                                          | Période d'activité        | Affiliation    | Tendance              |
| -------------------------------------------- | ------------------------- | -------------- | --------------------- |
| Fédération anarchiste de Norvège (no)        | 13 septembre 1977-présent | IFA(1979-1986) |                       |
| Fédération des syndicalistes norvégiens (en) | 1916-présent              | AIT            | Anarcho-syndicalisme  |
| Motmakt (no)                                 |                           |                | Socialisme libertaire |

### Pays-Bas
| Nom                                           | Période d'activité | Affiliation | Tendance             |
| --------------------------------------------- | ------------------ | ----------- | -------------------- |
| Association des hommes libres (nl)            | 1907-1919          |             | Anarchisme chrétien  |
| Dutch Syndicalist Trade Union Federation (en) | 1923-1940          | AIT         | Anarcho-syndicalisme |
| Gemeenschappelijk Grondbezit (nl)             | 1863-1933          |             |                      |
| Kabouters                                     | 1969-1974          |             |                      |
| Ligue des anarcho-communistes religieux (nl)  | 1920-1932          |             | Anarchisme chrétien  |
| Provo                                         | 1965-1970          |             |                      |
| Sociaal Anarchistische Actie                  |                    |             |                      |
| Union libre (en)                              | 1990-présent       |             |                      |

### Pologne
| Nom                                     | Période d'activité               | Affiliation | Tendance                                   |
| --------------------------------------- | -------------------------------- | ----------- | ------------------------------------------ |
| Brigade syndicaliste (en)               | 2 septembre 1944-décembre 1945   |             | Anarcho-syndicalisme                       |
| Comité du Caucase libre (pl)            | 1994-?                           | Indépendant |                                            |
| Fédération anarchiste de Pologne (en)   | 24 Juillet 1926-1 Septembre 1939 | AIT         | Anarcho-syndicalisme                       |
| Fédération anarchiste (en)              | 1988-présent                     | IFA         |                                            |
| Front de libération du peuple (pl)      | 1989-1991                        | Indépendant |                                            |
| Rewolucyjni Mściciele (en)              | 1910-1914                        | Indépendant | Anarcho-syndicalisme Communisme libertaire |
| Syndicalist Organization "Freedom" (en) | 1940-Décembre 1945               |             | Anarcho-syndicalisme                       |
| Union des syndicalistes de Pologne (pl) | 2007-présent                     | AIT         | Anarcho-syndicalisme                       |
| Workers' Initiative (en)                | 2001-présent                     | ICL-CIT     | Anarcho-syndicalisme                       |

### Portugal
| Nom                                                         | Période d'activité     | Affiliation  | Tendance              |
| ----------------------------------------------------------- | ---------------------- | ------------ | --------------------- |
| Fédération anarchiste communiste du Portugal[lire en ligne] | 7 octobre 2007-        |              | Communisme libertaire |
| União Anarquista Portuguesa                                 |                        |              |                       |
| Red Legion (en)                                             | 1919-1925              | Indépendante | Anarcho-syndicalisme  |
| Union libertaire (pt)                                       | 2020                   |              | Socialiste libertaire |
| Confédération générale du travail                           | 13 septembre 1919-1938 | AIT          | Anarcho-syndicalisme  |

#### Lisbonne
- Comité « A Centelha 1886/7[54]
- Grupo Comunista-Anarquista[54]
- Grupo Anarquista do Poço do Bispo[54]
- Os Invisíveis - 1893[54]
- Grupo « Estudos Sociais - 1894[54]
- Grupo Propaganda Social « A Greve 1908[54]
- Grupo Libertário « Acção directa 1911[54]
- Grupo de Propaganda Social « O Avante 1919[54]
- Grupo Anarquista « Fénix Comunista 1920[54]
- Grupo Anarquista « Pão e Liberdade 1921[54]
- Grupo Libertário « Terra Livre 1921[54]
- Grupo Anarquista « Nova Crença[54]

### Roumanie
- "Anarcho-Syndicalist Propaganda Organization"[55]
- Bibliothèque alternative de Bucarest[56]
- Le Groupe pour l'action sociale (Cluj-Napoca)[56]
- Initiative Anarcho-syndicaliste de Roumanie[56] active

### Russie
| Nom                                                     | Période d'activité             | Affiliation  | Tendance                                         |
| ------------------------------------------------------- | ------------------------------ | ------------ | ------------------------------------------------ |
| Autodéfense populaire (en)                              | 11 août 2013-15 Septembre 2022 |              | Communisme libertaire                            |
| Alliance des anarchistes de Kazan                       |                                |              |                                                  |
| Association des mouvements anarchistes russes           | 1990-présent                   | IFA          |                                                  |
| Bread and Freedom (en)                                  | 1903-?                         | Indépendant  | Communisme libertaire                            |
| La Bannière noire (en)                                  | 1903-1908                      | Indépendant  | Communisme libertaire                            |
| Confédération révolutionnaire des anarcho-syndicalistes | 5 août 1995-présent            | AIT          | Anarcho-syndicalisme                             |
| Confédération sibérienne du travail (ru)                | 15 février 1995-présent        | Indépendant  | Anarcho-syndicalisme Socialisme libertaire       |
| Confédération des anarcho-syndicalistes (ru)            | Janvier 1988-1995              | Indépendante | Anarcho-syndicalisme                             |
| Fédération des groupes anarchistes de Moscou            | Mars 1917-avril 1918           | Indépendant  |                                                  |
| Fédération des anarchistes de Petrograd                 |                                |              |                                                  |
| Initiative anarchiste révolutionnaire                   |                                |              |                                                  |
| Fédération anarchiste d'Irkoutsk                        |                                |              |                                                  |
| Fédération anarchiste de Kouban                         |                                |              |                                                  |
| Gardes noirs                                            | Été 1917-printemps 1919        |              | Principalement Anarcho-communisme                |
| Nouvelle alternative révolutionnaire (en)               | 1996-2000                      | Indépendant  | Communisme libertaire                            |
| Organisation de combat des anarcho-communistes          | 2020-Présent                   | Indépendante | Communisme libertaire Anarchisme insurrectionnel |
| Union pour la propagande anarcho-syndicaliste           | 1917-1929                      |              | Anarcho-syndicalisme                             |

### Suède
| Nom                                                       | Période d'activité | Tendance               |
| --------------------------------------------------------- | ------------------ | ---------------------- |
| Fédération suédoise des jeunes anarcho-syndicalistes (en) | 1993-Présent       | Anarcho-syndicalisme   |
| Fédération syndicaliste des travailleurs (en)             | 1928-1938          | Anarcho-syndicalisme   |
| Groupe anarchiste de Lund (en)                            | 1969-1973          | Synthésisme anarchiste |
| Organisation centrale des travailleurs suédois            | 1910-Présent       | Anarcho-syndicalisme   |

### Suisse
| Nom                                 | Période d'activité      | Affiliation                    | Tendance                                   |
| ----------------------------------- | ----------------------- | ------------------------------ | ------------------------------------------ |
| Action autonome                     | 2007-?                  | Aucune                         | Communisme libertaire                      |
| Bande à Fasel                       | Années 1970-années 1980 | Aucune                         |                                            |
| Direct-AIT                          |                         | AIT                            | Anarcho-syndicalisme                       |
| Fédération jurassienne              | 12 novembre 1871-1880   | Internationale antiautoritaire |                                            |
| Fédération libertaire des montagnes | 1978-Présent            | OSL FA                         |                                            |
| Libertarian Action Winterthur       | 2010-Présent            |                                |                                            |
| Organisation socialiste libertaire  | 1982-Présent            | Anarkismo                      | Socialiste libertaire                      |
| Pain et liberté (en)                | 1903-?                  | Indépendant                    | Communisme libertaire                      |
| Union communiste libertaire         | 2022-Présent            | Anarkismo                      | Anarcho-syndicalisme Communisme libertaire |

### Turquie
- Action révolutionnaire anarchiste (2007–Présent)[59] active
- Fédération Anarchiste jeunesse
- Anarchist Communist Initiative (en) (défunte)
- groupe Rouge et Noir Istanbul
- les femmes anarchistes
- Anarsi Faaliyet
- l’Initiative Anarchistel

### Ukraine
| Nom                                                         | Période d'activité                | Tendance                                         |
| ----------------------------------------------------------- | --------------------------------- | ------------------------------------------------ |
| Armée révolutionnaire insurrectionnelle ukrainienne         | 1918-1921                         | Communisme libertaire                            |
| Confédération des organisations anarchistes d'Ukraine       | 16 novembre 1918-26 novembre 1920 | Synthésisme anarchiste                           |
| Gardes vertes (en)                                          | 1942-1943                         |                                                  |
| Comité de résistance                                        | 24 février 2022                   | Autoritarisme                                    |
| Congrès régional des paysans, travailleurs et insurgés (en) | 23 janvier 1919-26 novembre 1920  | Communisme libertaire                            |
| Confédération révolutionnaire des anarcho-syndicalistes     | 15 octobre 1994-6 avril 2014      | Anarcho-syndicalisme Plateformisme               |
| Union des paysans pauvres (en)                              | 1906-1910                         | Communisme libertaire Anarchisme insurrectionnel |

## Organisations anarchistes d'Asie et Moyen-Orient
- Anarchists Against the Wall (2003–Présent) (Israël) active
- Al Badil Al Taharouri (en) (Liban)
- Anarchist Union of Afghanistan & Iran[60] (2019–Présent) active
- Black Laundry (en) (Israël)
- Corps Chinois d'Assassinat (en)
- Korean Anarchist Network (défunt)
- Commune de Shinmin (1929–1931)
- Le groupe de Canton (défunt)
- The Anarchist Era Collective[60]
- The Anarchist group “Aleyh” (Afghanistan)[60]
- The Revolutionary Radical Anarchist Front (Iran)[60]
- Unity (2010–Présent) (Israël-Palestine) active
- Workers Solidarity Initiative (Pakistan)[61]
- "Kafeh" (Liban)
- Auraj (Bangladesh)

### Japon
| Nom                                                 | Période d'activité         | Tendance              |
| --------------------------------------------------- | -------------------------- | --------------------- |
| Alliance communiste anarchiste                      | 1969-présent               | Communisme libertaire |
| Association anarchiste lycéenne (ja)                | 1969-?                     |                       |
| Association des jeunesses rurales                   | 1931-1932                  | Communisme libertaire |
| Club anarchiste du Japon                            | Octobre 1950               | Communisme libertaire |
| Fédération anarchiste japonaise                     | 1946-1950                  | Anti-autoritarisme    |
| Fédération anarchiste japonaise                     | 1951-1968                  | Anarcho-syndicalisme  |
| Fédération anarchiste japonaise                     | 1988-présent               |                       |
| Fédération nationale des syndicats libertaires (en) | 24 mai 1926                |                       |
| Front révolutionnaire anarchiste                    |                            |                       |
| Ligue noire de la jeunesse                          | Janvier 1926-années 1930   | Communisme libertaire |
| Parti communiste anarchiste japonais                | 1934-1935                  | Communisme libertaire |
| Société de la guillotine                            | 1922-1928                  |                       |
| Union révolutionnaire anarchiste                    | 1969-1970                  |                       |
| Women's Rights Recovery Association (en)            | 1907-1909                  | Anarcha-féminisme     |
| Union générale libre des syndicats ouvriers         | 1926-début des années 1930 | Anarcho-syndicalisme  |

### Syrie
| Nom                                                        | Période d'activité          | Affiliation | Tendance                     |
| ---------------------------------------------------------- | --------------------------- | ----------- | ---------------------------- |
| Armée de libération et d'insurrection queer                | Juillet 2017-septembre 2018 | IRPGF       | Anarchisme queer             |
| Forces révolutionnaires internationales de guérilla        | Avril 2017-septembre 2018   | IFB         | Toutes tendances             |
| Insurrection sociale                                       | 2013-présent                | BÖG         | éco-anarchiste Plateformisme |
| Lutte anarchiste                                           | Août 2017-présent           | IFB         |                              |
| Union révolutionnaire pour la solidarité internationaliste | Avril 2015-présent          | IFB         | Communisme libertaire        |

## Organisations anarchistes d'Océanie

### Australie
- Anarchist Affinity active
- Brisbane Self-Management Group[62] (défunt)
- Brisbane Solidarity Network (active)
- Club anarchiste de Melbourne (en) (défunt)
- Black Flag - Western Sydney Peoples Collective active
- Black Swan (Adelaide) active
- Fédération des anarchistes australiens (défunte)
- Fédération Anarchiste Australienne active
- Fédération anarcho-syndicaliste active
- Groupe anarchiste de Sydney[63]
- Groupe communiste anarchiste de Melbourne active
- Mutiny collective (en) (Sydney)

### Nouvelle-Zélande
- Aotearoa Workers Solidarity Movement[64] (2008–présent) active
- Anarchist Alliance of Aotearoa
- Fédération Anarcha-Féministe (1991-1995?)
- Beyond Resistance actif
- Black Cat Anarchist Communist (2004–2005)
- Fédération socialiste libertaire
- Rotorua Peoples Union[65]
- South Pacific Christian Anarchists actif

#### Auckland
- Réseau anarchiste d'Auckland
- Auckland Anarchist Activists (1975-1978)
- Black Cat (2004–2005)
- Groupe socialiste libertaire d'Auckland
- Solidarity (1973-1974)

#### Christchurch
- Anarchist Round Table
- Otautahi/ChristchurhCh Anarcha-Feminist Group (1995-?)
- The Alternative Entertainment Bureau (1984)

#### Wellington
- Freedom Group (1913)
- Kensignton and Aro St Times
- Katipo Collective
- The Committee for the Establishment of Civilisation
- Wild Cat Anarchist Collective